# Angelo Canossi
Angelo Maria Canossi (Brescia, 23 marzo 1862 – Brescia, 9 ottobre 1943) è stato un poeta e viaggiatore italiano. Fu definito il Poeta della brescianità.

## Biografia
Dopo le scuole primarie ed il ginnasio, frequentò il liceo di Desenzano e successivamente si iscrisse all'Istituto Superiore di Letteratura a Firenze dove però non arrivò a conseguire la laurea.

Nel 1882 frequentò l'Università della Sorbona, a Parigi, e per un paio di anni viaggiò per mezz'Europa scrivendo alcuni brillanti servizi giornalistici.
Nel 1884, ritornò a Brescia dove lavorò per alcuni mesi nella redazione del quotidiano La Sentinella Bresciana. In seguito fondò il Guasco, dapprima quindicinale umoristico e poi quotidiano di informazione, ed ancora diede vita alle importanti riviste L'Illustrazione bresciana e Brixia mantenendone per poco la direzione.
A partire dal 1914 prese a soggiornare a Bovegno, ridente località alpina che ispirerà gran parte della sua opera, e, sempre in quell'anno, comparve la sua prima raccolta di poesie in dialetto bresciano, alla quale fecero seguito altre opere dialettali di rilevante importanza tanto da condurlo alla partecipazione nel 1925 al 1º Congresso della Poesia Dialettale svoltosi a Milano. La sua opera riscosse un notevole successo e se il suo nome non ebbe una più ampia eco lo si deve principalmente alla difficile accessibilità del dialetto bresciano.
Dopo la partecipazione al Congresso Dialettale, Angelo Canossi ricevette l'incarico dall'Ateneo di Brescia di allestire il vocabolario del dialetto bresciano, opera che però non riuscì a concludere.
Nel 1936 da Brescia si trasferì definitivamente a Bovegno, in alta Valle Trompia, dove precedentemente era solito soggiornare nei periodi estivi. Qui trascorse gli ultimi anni della sua vita, ospite prima della  Cà del mai, la casa del maglio, e successivamente della Cà de le bàchere (i ciclamini in bresciano) dichiarata monumento di interesse locale. Cessò di vivere a Brescia il 9 ottobre del 1943. È sepolto nel cimitero di Bovegno in una cappella a lui dedicata.
Le sue poesie dialettali sono raccolte e pubblicate in Melodia e Congedo volume riproposto in bella veste tipografica da Aldo Cibaldi, per l'Istituzione della Memoria ‘A. Canossi’ di Bovegno.
| Controllo di autorità | VIAF (EN) 46370570 · ISNI (EN) 0000 0000 4660 7327 · SBN SBLV029700 · LCCN (EN) no97060495 · GND (DE) 12000626X |